# Siseme ochrotaenia
Siseme ochrotaenia är en fjärilsart som beskrevs av Adalbert Seitz 1917. Siseme ochrotaenia ingår i släktet Siseme och familjen Riodinidae. Inga underarter finns listade i Catalogue of Life.